# پل پوستی

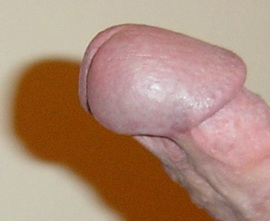
پل پوستی بر دور کلاهک دیده می‌شود.

پل پوستی نوعی چسبندگی پوست بر آلت تناسلی مردانه است. این اتفاق معمولاً در نتیجه بهبودی نامناسب ختنه رخ می‌دهد. زمانی که برش ختنه در حال بهبود است، امکان دارد پوشش داخلی پوست ختنه باقی مانده به قسمت دیگری از آلت تناسلی مرد (معمولاً ناحیه کلاهک) متصل شود با شیوع کمتر، پل پوستی می‌تواند در مردان ختنه نشده هم رخ دهد با توجه به دشواری تمیز کردن ممکن است اسمگما زیر پل پوستی پهن جمع شود، اما معمولاً ناراحتی‌ای کوچک است و به مسائل بیشتر منجر نمی‌شود. با این حال، در موارد شدیدتر، این وضعیت می‌تواند نعوظ دردناکی ایجاد کند، گاهی اوقات نیاز به اصلاح با جراحی دارد.